# Hemiceras losa
Hemiceras losa är en fjärilsart som beskrevs av Druce 1890. Hemiceras losa ingår i släktet Hemiceras och familjen tandspinnare. Inga underarter finns listade i Catalogue of Life.